# إيرين هيدلاند
إيرين هيدلاند (بالدنماركية: Irene Hedlund)‏ هي رسامة توضيحية دنماركية، ولدت في 8 مارس 1947.

## وصلات خارجية
- الموقع الرسمي